# Coma diabètic
El coma diabètic el formen una sèrie de trastorns que apareixen en pacients diabètics, que són considerats una urgència mèdica, ja que posa en perill la vida del pacient. En ells, la persona amb diabetis pateix una alteració de la consciència pel fet que el nivell de glucosa en la seva sang (glucèmia) és anormal (molt elevat o molt baix).
En els casos que el nivell de glucosa sanguínia és molt baix (menys de 55 mg/dl), es denominen hipoglucèmia, sent els més greus de les complicacions agudes de la diabetis. Si per contra, el nivell de glucosa sanguínia és elevat, s'anomena hiperglucèmia i pot ser provocat per una cetoacidosi diabètica o coma hiperosmolar no cetòsic.
Tots els pacients amb diabetis poden patir qualsevol d'aquestes complicacions, però aquells amb diabetis mellitus de tipus 1 pateixen amb més freqüència de cetoacidosi, els que estan en tractament amb insulina o pateixen d'insuficiència renal són susceptibles a patir hipoglucèmia, i el coma hiperosmolar sol tenir lloc en gent gran.
En cas que la persona que pateixi una hipoglucèmia hagi perdut la consciència, en no poder-li subministrar glucosa per via oral, es requerirà injectar una dosi de glucagó urgentment, perquè els nivells de glucosa en sang tornin a la normalitat i el pacient recuperi la consciència.

## Hipoglucèmia
En aquest cas, els símptomes es desenvolupen en qüestió d'hores o minuts, progressant des de manifestacions lleus com mal de cap, sensació de ansietat, debilitat, gana intensa, nerviosisme o irritabilitat, fins marejos, nàusees, vòmit, sensacions anormals, llenguatge confús i desorientació, culminant amb la pèrdua de la consciència. Així mateix, es poden observar alguns signes com pal·lidesa, tremolors, palpitacions i sudoració "freda".
Es pot sospitar d'hipoglucèmia quan la persona està en tractament amb insulina, ha passat molt de temps sense menjar, ha realitzat activitats físiques poc habituals o pateix alguna altra malaltia, però, l'única manera de confirmar el descens de la glucosa sanguínia és a través d'una prova o test de glucosa en sang, que requereix una màquina especial, pel que en cas de sospitar la hipoglucèmia, s'ha d'acudir a  assistència mèdica urgent .
La urgència de l'atenció es deu a la rapidesa amb què progressa la hipoglucèmia, que afecta principalment al sistema nerviós, portant al pacient al coma o fins i tot la mort en alguns casos.

## Cetoacidosi i coma hiperosmolar
En ambdós trastorns el coma és precedit per un període de símptomes premonitoris que pot durar d'algunes hores fins a diversos dies. La persona inicialment perd la gana (símptoma poc habitual en els diabètics), pateix nerviosisme, mal de cap, debilitat o apatia que augmenta de forma progressiva, presentant en casos més severs somni excessiu, desorientació i coma. També són freqüents a l'inici la set intensa, miccions freqüents, i dolor abdominal, que arriba fins i tot a confondre amb peritonitis o apendicitis. Els signes que s'observen són principalment de deshidratació: llengua i boca seques, ulls enfonsats, pols accelerat, respiració ràpida, miccions freqüents, i una pèrdua de pes visible.
L'evolució del coma en la hiperglucèmia és habitualment més lenta que en la hipoglucèmia. No obstant això, no deixa de considerar-se una urgència, ja que sol acompanyar-se d'alteracions com deshidratació, acidosi, infeccions, sèpsia o xoc, les quals poden tornar impredictible i fatal la seva evolució.

## Recomanacions[5]
- Tot diabètic ha de portar amb si sempre, una placa o una targeta que l'identifiqui com a tal. Aquesta mesura, serà de molta ajuda en cas d'una complicació diabètica.
- Compleixi amb cura amb la dosi i horari dels medicaments, ja siguin hipoglucemiants orals o insulina.
- Tingueu cura els seus hàbits d'alimentació i activitat física. Molts episodis de coma diabètic poden prevenir així.
- Informeu als seus familiars, companys de treball i amistats sobre la seva malaltia i què fer en cas d'urgència.
- Atendre de manera oportuna. Infeccions banals o lleus en persones normals poden desencadenar complicacions en persones que pateixen diabetis.
- Controlar l'IMC (índex de massa corporal)

## Primers auxilis[6]
- Sol·licitar o buscar ajuda.
- Identificar el grau de consciència de la persona. La gravetat és major quan el pacient està desorientat (no sap on està o com es diu), la seva parla és confusa, sembla que estigui dormit i es desperta amb dificultat en parlar o moure, o simplement no respon.
- Si se sospita o identifica hipoglucèmia la primera ajuda serà donar-li una beguda dolça, un caramel, o una cullerada de sucre. Això només s'ha de fer si la persona està conscient i accepta l'ajuda. Si té algun grau de disminució de la consciència o es resisteix a ser ajudat, NO se li ha d'obligar pel risc de asfíxia, en aquests casos caldrà buscar una alternativa per elevar el nivell de glucosa en sang tal com subministrar una injecció de glucagó.
- Si s'observa deshidratació i el pacient està conscient i accepta l'ajuda es poden proporcionar líquids. Si té algun grau de desorientació o disminució de la consciència o es resisteix a ser ajudat, NO se li ha d'obligar pel risc d'asfíxia.
- És important, demanar atenció mèdica amb rapidesa.